# 砧公園

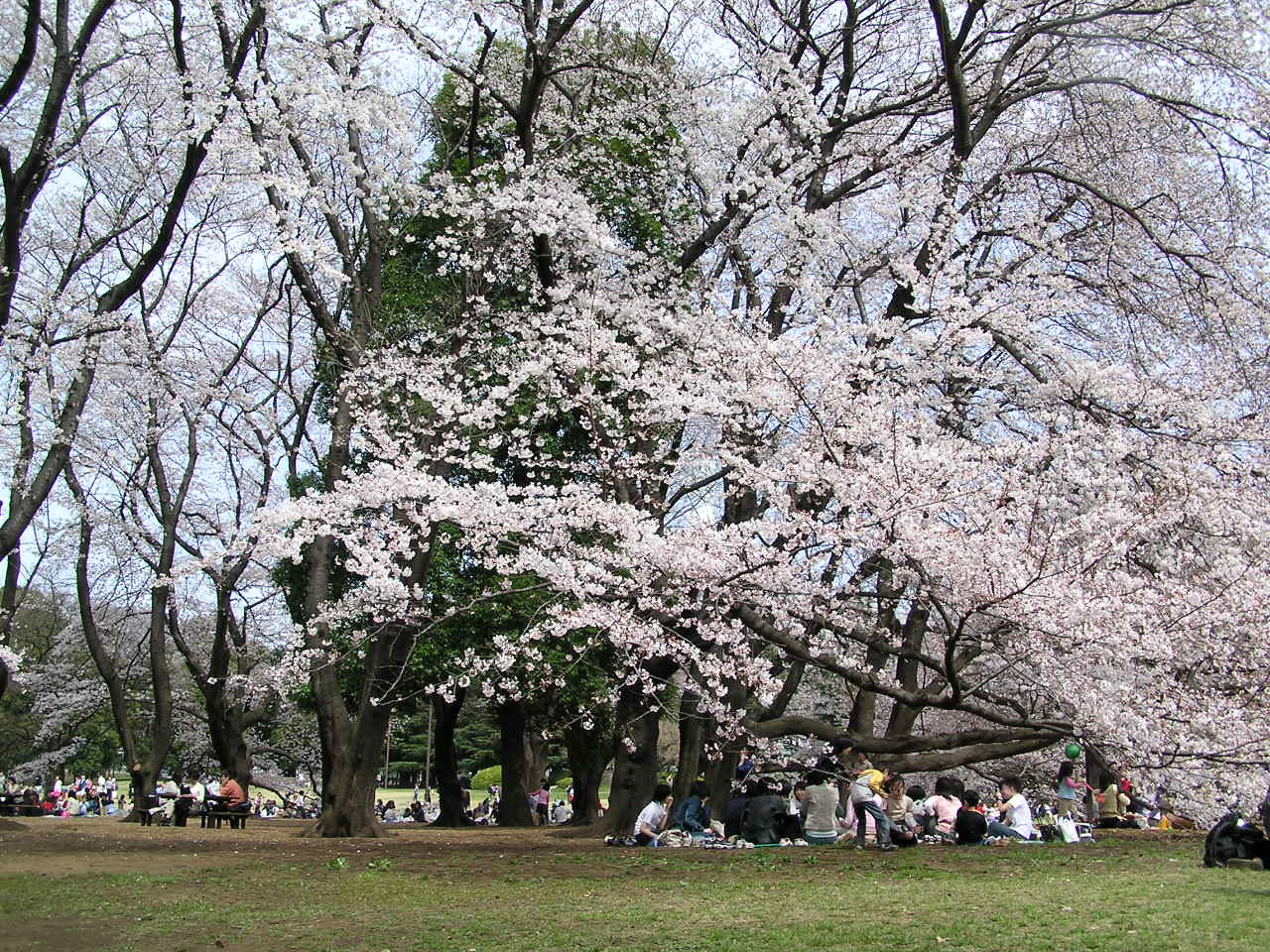
春天的砧公園。吸引許多賞花客。

砧公園（日语：／ Kinuta-Kōen */?）是東京都世田谷區的東京都立公園，也是當地町名。
砧公園是著名的賞櫻景點，也是周邊學校的遠足地點。
園內設有世田谷區立世田谷美術館，另有氣象廳的AMeDAS。

## 概要
- 所在地：東京都世田谷區砧公園一丁目
- 沿革：前身為紀元2600年紀念事業的都市計畫綠地。戰爭期間為防空綠地。戰後成為都營高爾夫球場。[5]
- 開園：1957年4月1日[5]
- 面積：391,262.26平方公尺[5]
- 2006年4月1日 - 2011年3月31日，依指定管理者制度由財團法人東京都公園協會管理。

## 設施
- 砧公園服務中心
- 砧家庭公園（砧ファミリーパーク）－自行車道內側為家庭公園，禁止自行車與寵物進入。
- 鳥類保護區－家庭公園西側。
- 棒球場
- 迷你足球場
- 自行車道
- 運動廣場
- 世田谷區立世田谷美術館 (用賀站往美術館設有狸貓造型路標)
- 法國料理餐廳「le jardin」（ル・ジャルダン） (美術館內)

## 行政區劃的砧公園

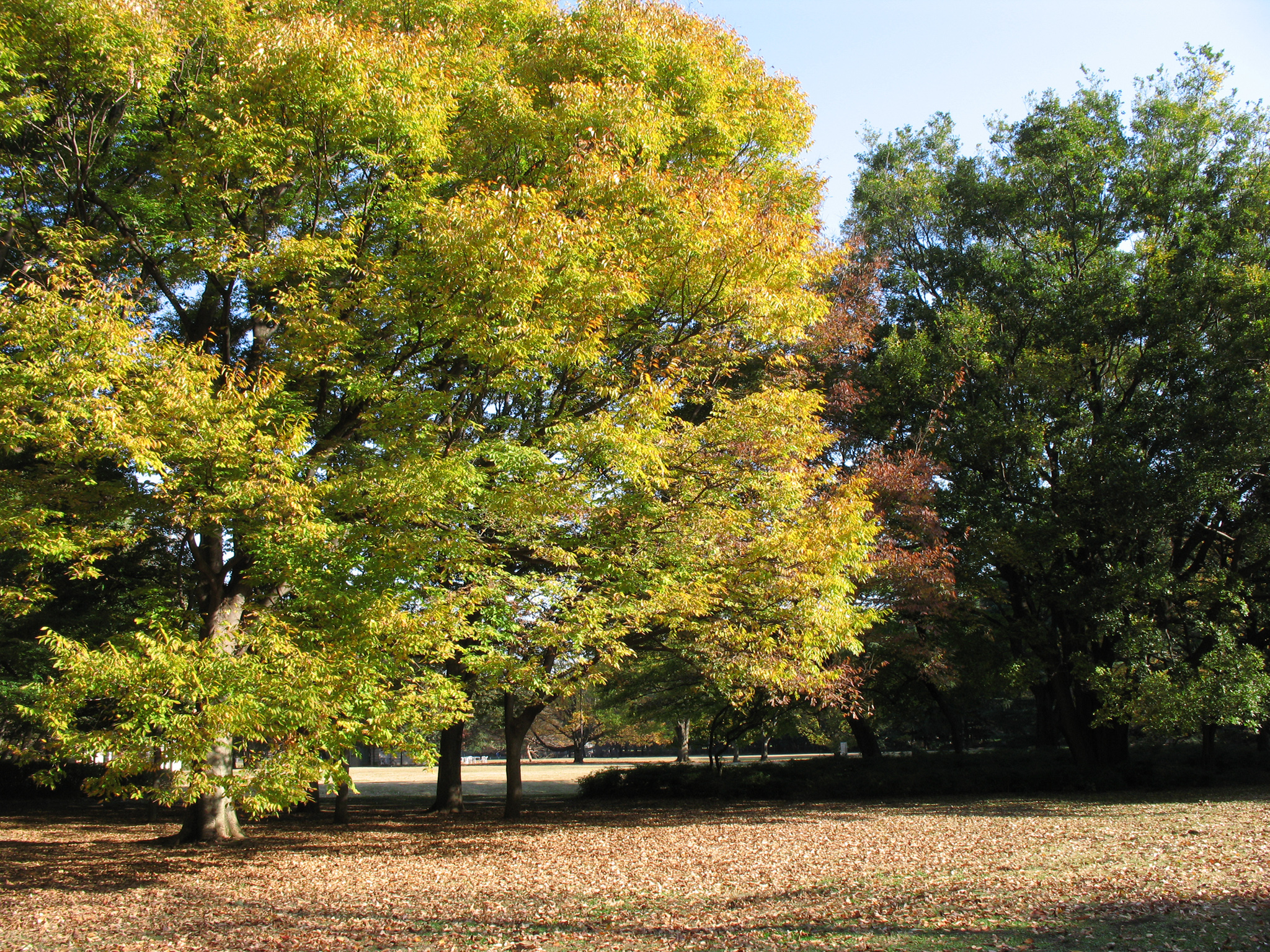
秋天的砧公園

砧公園一帶實施住居表示，町名為同名的「砧公園」。

### 行政
- 郵遞區號：157-0075
- 所轄警察署：成城警察署
- 所轄消防署：成城消防署
- 所轄郵便局：成城郵便局

### 町域變遷
- 原屬東京府荏原郡瀨田村及用賀村，神奈川縣北多摩郡大藏村、鎌田村、橫根村(※)及岡本村。（※後橫根村編入大藏村）
- 1889年，為荏原郡玉川村大字瀬田及大字用賀，北多摩郡砧村大字大藏，大字鎌田及大字岡本，之後砧村編入東京府。
- 1932年10月1日，荏原郡玉川村編入東京市世田谷區。
- 1936年10月1日，砧村編入世田谷區。
- 此時町名為東京都世田谷區玉川瀨田町、玉川用賀町、大藏町、鎌田町及岡本町。
- 1955年，進行飛地重整，鎌田町內屬現在砧公園的部分編入大藏町。
- 1971年，實施住居表示並進行町域變更，玉川瀨田町、玉川用賀町、大藏町及岡本町各一部分合併，町名為砧公園。

## 交通方式
鐵路、路線巴士
- 東急田園都市線用賀站步行前往（經用賀步道約1.6公里），或搭乘東急巴士用22系統在「美術館」巴士站下車
- 二子玉川站搭乘東急巴士玉31、玉32系統至「區立總合運動場」、「厚生年金運動中心」、「星美學園」、「稻荷橋」、「美術館」等巴士站下車（但玉32系統行經稻荷橋往美術館方向僅在假日運行）
- 小田急小田原線成城學園前站搭乘
  - 東急巴士都立01系統至「星美學園前」～「區立總合運動場」之間各巴士站（公園西側）下車，或「用賀中學校」巴士站（公園東側）下車
  - 東急巴士澀24系統、用06系統、等12系統在「砧町」巴士站下車步行前往。
※澀24系統與小田急巴士狛江營業所共同運行
- 小田急千歲船橋站、東急大井町線上野毛站搭乘東急巴士園01系統至「美術館入口」巴士站、「砧公園綠地入口」巴士站下車

自家用車
世田谷美術館附近設有付費停車場。
- 東京都道311號環狀八號線（環八通：公園東側）
- 大藏通（公園西側）
東京都道3號世田谷町田線（世田谷通）NHK放送技術研究所前交會
- 東名高速道路東京IC、首都高速3號澀谷線用賀匝道（用賀ランプ）
各出口皆連接環八通。

## 備註
1. ↑  . 川崎市立鷺沼小學校. 2008-06-13  [2011-04-03].[永久]
2. ↑  . 橫濱市立新石川小學校. 2009  [2011-04-03].[永久]
3. ↑  . 目黑區立東根小學校. 2010-09-29  [2011-04-03]. （原始内容存档于2013-10-04）.
4. ↑  . 渋谷區 山谷かきのみ園. 2007  [2011-04-03].[永久]
5. 1 2 3  財団法人東京都公園協会 的存檔，存档日期2013-09-30.
6. ↑  .   [2013-10-03]. （原始内容存档于2014-07-19）.

## 外部連結
- 東京都公園協會 砧公園 （页面存档备份，存于）